# Liste der Monuments historiques in Aillevillers-et-Lyaumont
Die Liste der Monuments historiques in Aillevillers-et-Lyaumont führt die Monuments historiques in der französischen Gemeinde Aillevillers-et-Lyaumont auf.

## Liste der Objekte
| Bezeichnung                               | Beschreibung                                                                                               | Standort                                                           | Kennzeichnung | Schutzstatus | Datum | Bild |
| ----------------------------------------- | --- | ------------------------------------------------------------------ | ------------- | ------------ | ----- | ---- |
| Hauptaltar                                | Altartisch und Retabel; Holz, farbig gefasst, um 1700; aus dem Rekollektenkloster in Conflans-sur-Lanterne | Aillevillers, in der Kirche Décollation-de-St-Jean-Baptiste (Lage) | PM70000015    | Classé       | 1981  |      |
| Linker Seitenaltar                        | Retabel und Skulptur; Holz, farbig gefasst, 18. Jahrhundert                                                | Aillevillers, in der Kirche Décollation-de-St-Jean-Baptiste (Lage) | PM70001953    | Inscrit      | 1997  |      |
| Rechter Seitenaltar                       | Retabel; Holz, farbig gefasst, 18. Jahrhundert                                                             | Aillevillers, in der Kirche Décollation-de-St-Jean-Baptiste (Lage) | PM70001954    | Inscrit      | 1997  |      |
| Wandvertäfelung der Taufkapelle           | Holz, 18. Jahrhundert                                                                                      | Aillevillers, in der Kirche Décollation-de-St-Jean-Baptiste (Lage) | PM70001955    | Inscrit      | 1997  |      |
| Gemälde Enthauptung des Täufers           | Ölfarbe auf Leinwand, 19. Jahrhundert                                                                      | Aillevillers, in der Kirche Décollation-de-St-Jean-Baptiste (Lage) | PM70001956    | Inscrit      | 1997  |      |
| Zwei Armreliquiare                        | Holz, farbig gefasst, Ende des 16. Jahrhunderts                                                            | Aillevillers, in der Kirche Décollation-de-St-Jean-Baptiste (Lage) | PM70000010    | Classé       | 1967  |      |
| Kanzel                                    | Holz, farbig gefasst, 18. Jahrhundert                                                                      | Aillevillers, in der Kirche Décollation-de-St-Jean-Baptiste (Lage) | PM70000011    | Classé       | 1976  |      |
| Chorgestühl und Vertäfelung des Chorraums | Holz, bemalt, 18. Jahrhundert                                                                              | Aillevillers, in der Kirche Décollation-de-St-Jean-Baptiste (Lage) | PM70000012    | Classé       | 1976  |      |
| Zwei Kerzenstände                         | Bronze, vergoldet, 18. Jahrhundert                                                                         | Aillevillers, in der Kirche Décollation-de-St-Jean-Baptiste (Lage) | PM70000013    | Classé       | 1976  |      |
| Bank für den Kirchenvorstand              | Holz, bemalt, 18. Jahrhundert                                                                              | Aillevillers, in der Kirche Décollation-de-St-Jean-Baptiste (Lage) | PM70000014    | Classé       | 1976  |      |